# Merkurbrunnen (Stuttgart)

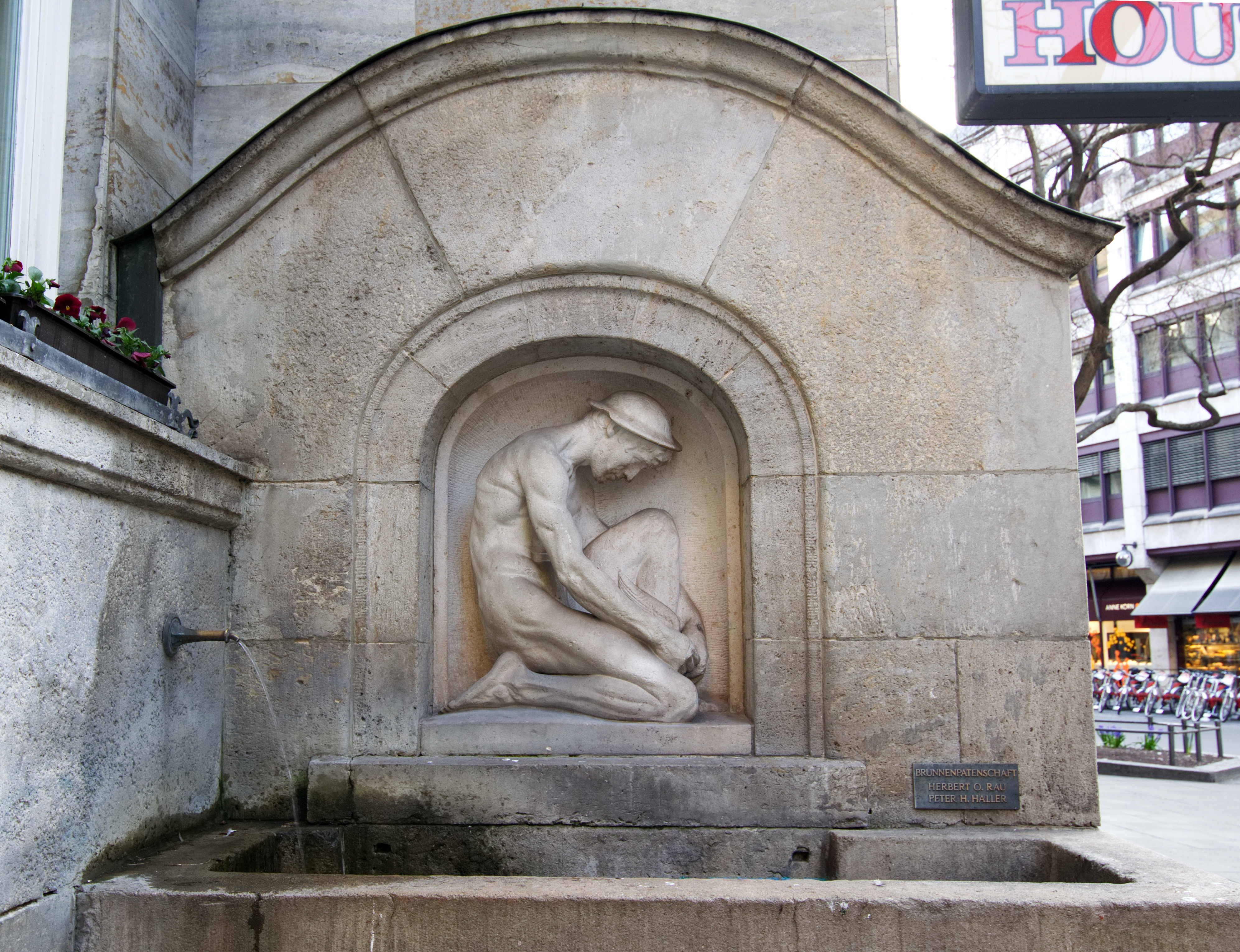
Merkurbrunnen

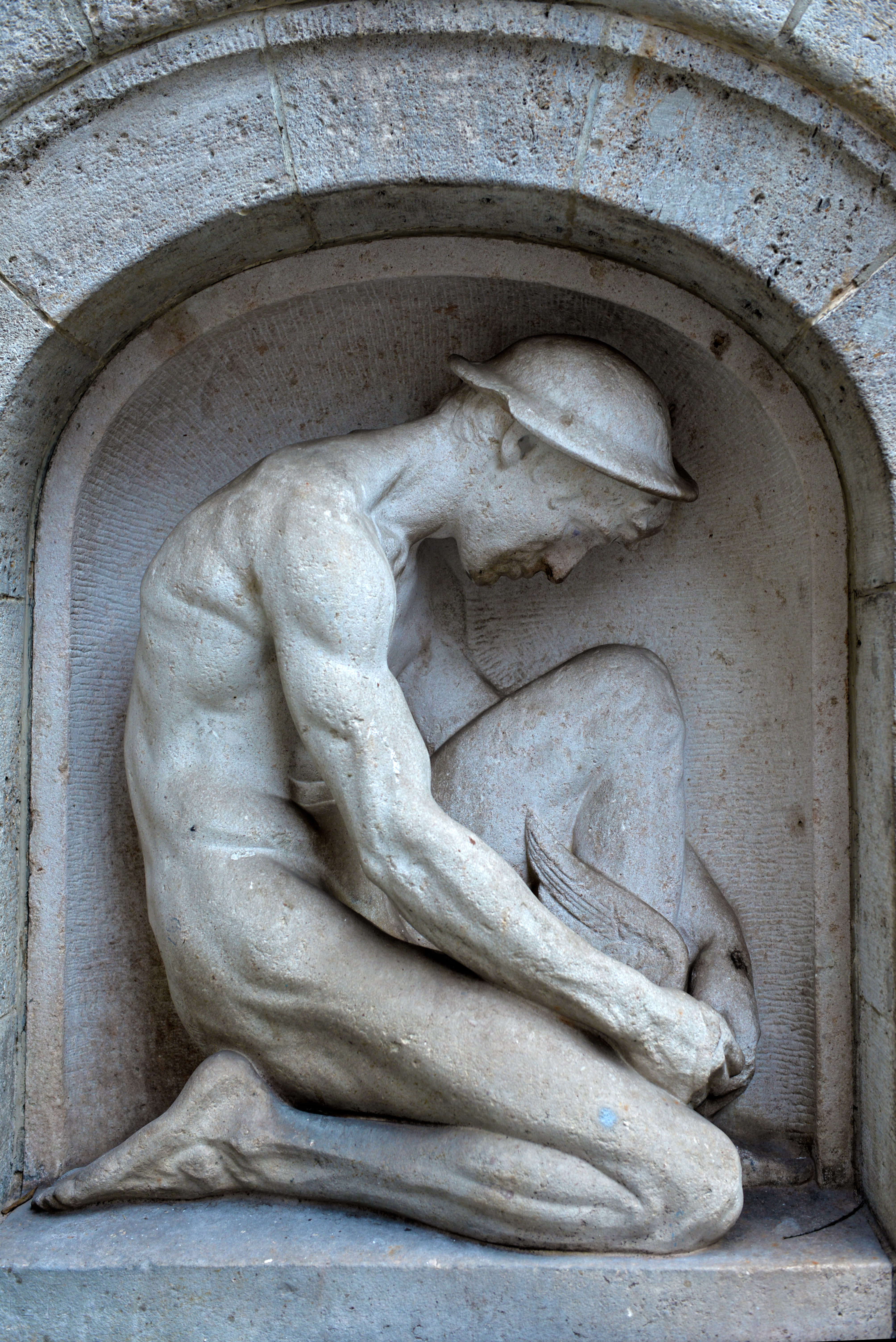
Relief am Merkurbrunnen

Der Merkurbrunnen wurde um 1910 von Ludwig Habich entworfen und befindet sich am Graf-Eberhard-Bau in der Eberhardstraße in Stuttgart.
Das Relief aus Muschelkalk zeigt Merkur, der gerade seine Flügelsandalen anlegt. Auf dem Kopf trägt er eine Art Reisehut. Das Wasser läuft in ein viereckiges Becken, neben dem sich eine Bank befindet. Der Brunnen wurde 1909 von einem anonymen Bürger gestiftet.